# Nutshell Studies of Unexplained Death

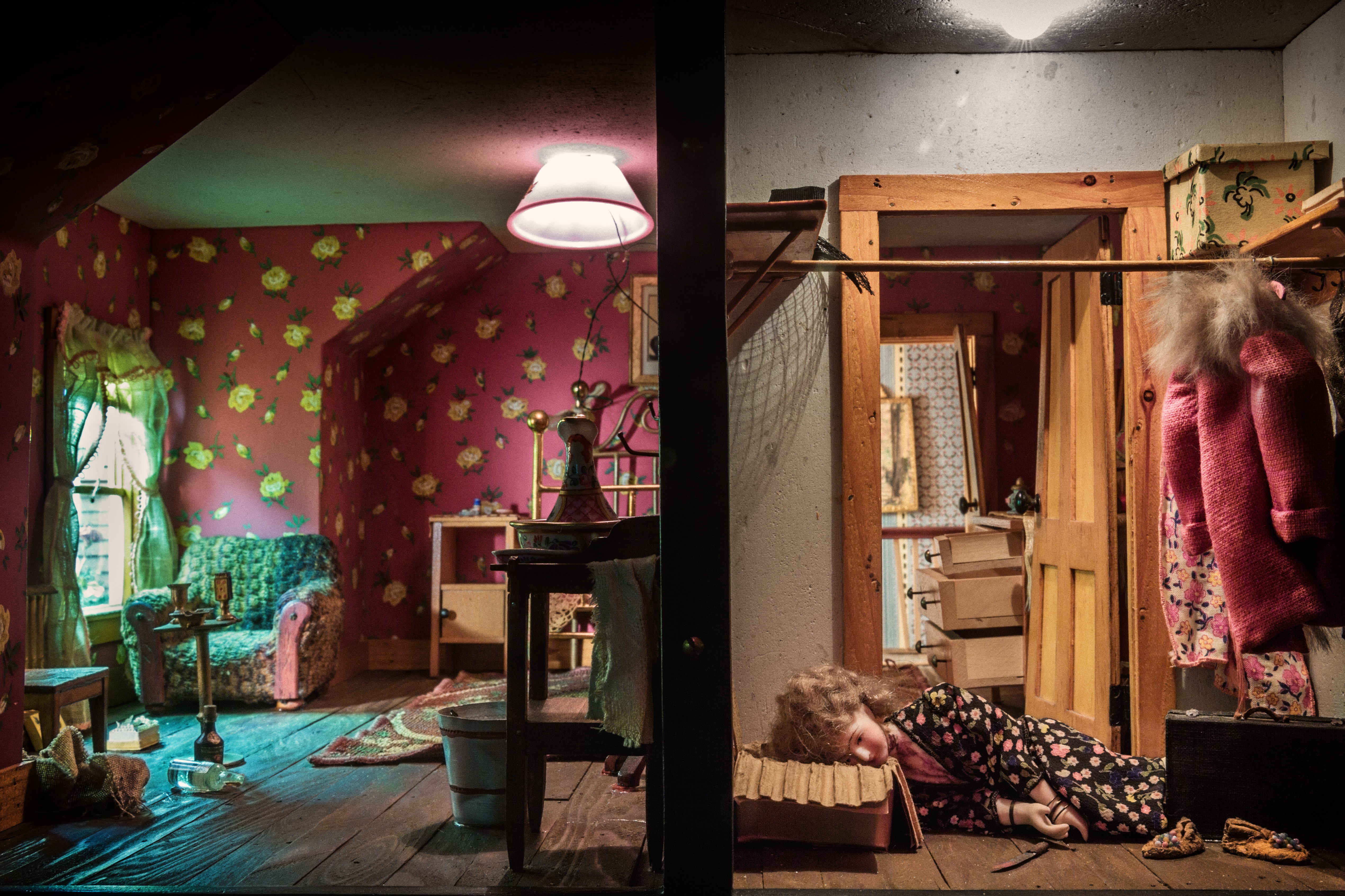
Description of events & information that accompany the Red Bedroom diorama: Reported to Nutshell Laboratories, Thursday, 29 de junio de 1944. Marie Jones, a prostitute, was discovered dead by her landlady, Mrs. Shirley Flanagan. Mrs. Shirley Flanagan was questioned and gave the following statement: On the morning of Thursday, 29 de junio de 1944, she passed the open door of Marie’s room and called out “hello”. When she did not receive a response, she looked in and found the conditions as shown in the model. Jim Green, a boyfriend and client of Marie’s, had come in with Marie the afternoon before. Mrs. Flanagan didn’t know when he had left. As soon as she found Marie’s body she telephoned the police who later found Mr. Green and brought him in for questioning. Mr. Green gave the following statement to police: He met Marie on the sidewalk the afternoon of June 28, and walked with her to a nearby package store where he bought two bottles of whiskey. They then went to her room where they sat smoking and drinking for some time. Marie, sitting in the big chair, got very drunk. Suddenly, without any warning, she grabbed his open jackknife which he had used to cut the string around the package containing the bottles. She ran into the closet and shut the door. When he opened the door he found her lying as represented by the model. He left the house immediately after that.

Los Nutshell Studies of Unexplained Death son una serie de elaborados dioramas en forma de casas de muñecas creados por Frances Glessner Lee, una heredera millonaria y pionera en el campo de la criminología.
Frances Glessner diseñó detalladísimos modelos a escala de auténticas escenas del crimen, que utilizaba como herramienta pedagógica y de investigación. Sus estudiantes observaban la escena y debían extraer conclusiones a partir de las evidencias presentadas. Glessner dedicó su herencia a la creación del departamento de medicina forense de la Universidad de Harvard, al que donó los dioramas Nutshell en 1945. En 1966 se disolvió el departamento, y los dioramas fueron enviados a la oficina forense del estado de Baltimore (estado de Maryland) donde permanecen como préstamo a perpetuidad. Según informa el Harvard Magazine, los dioramas aún se usan como material pedagógico.

## En la cultura popular
- Los dioramas inspiraron el personaje del "asesino de las miniaturas" que protagonizó algunos capítulos de la popular serie de TV CSI.
- El documental de Susan Marks Of Dolls and Murder muestra cómo los dioramas se siguen utilizando en la instrucción de agentes de la policía de Baltimore.

## Lecturas recomendadas
The Nutshell Studies of Unexplained Death, de la fotógrafa Corinne May Botz